# Passirano
Passirano là một đô thị thuộc tỉnh Brescia trong vùng Lombardia ở Ý. Đô thị này có diện tích 13 km², dân số thời điểm 31 tháng 12 năm 2004 là 6399 người.
Đô thị này giáp với các đô thị sau: Castegnato, Cazzago San Martino, Corte Franca, Monticelli Brusati, Ospitaletto, Paderno Franciacorta, Provaglio d'Iseo, Rodengo-Saiano.